# Castel del Piano
Castel del Piano település Olaszországban, Toszkána régióban, Grosseto megyében. Lakosainak száma 4733 fő (2023. január 1.). Castel del Piano Abbadia San Salvatore, Arcidosso, Castiglione d’Orcia, Cinigiano, Montalcino, Santa Fiora és Seggiano községekkel határos.

## Népesség
A település lakossága az elmúlt években az alábbi módon változott:
| Lakosok száma | 4771 | 4810 | 4733 |
|               | 2017 | 2018 | 2023 |